# سيدي علي بن ابرهيم (سيدي داود)
سيدي علي بن ابرهيم هي إحدى مشيخات المملكة المغربية، تتبع جغرافيا لإقليم مولاي يعقوب وإداريًا لسيدي داود. يقدر عدد سكانها بـ 8490 نسمة حسب الإحصاء الرسمي للسكان والسكنى لسنة 2004.